# العلاقات الدومينيكانية البيلاروسية
العلاقات الدومينيكانية البيلاروسية هي العلاقات الثنائية التي تجمع بين جمهورية الدومينيكان وروسيا البيضاء.

## مقارنة بين البلدين
هذه مقارنة عامة ومرجعية للدولتين:
| وجه المقارنة                                              | جمهورية الدومينيكان | روسيا البيضاء                    |
| --------------------------------------------------------- | ------------------- | -------------------------------- |
| المساحة (كم2)                                             | 48.67 ألف           | 207.60 ألف                       |
| عدد السكان (نسمة)                                         | 10.40 مليون         | 9.50 مليون                       |
| الكثافة السكانية (ن./كم²)                                 | 213.68              | 45.76                            |
| العاصمة                                                   | سانتو دومينغو       | مينسك                            |
| اللغة الرسمية                                             | اللغة الإسبانية     | اللغة البيلاروسية، اللغة الروسية |
| العملة                                                    | بيزو دومنيكاني      | روبل بلاروسي                     |
| الناتج المحلي الإجمالي (بليون دولار)                      | 75.93 مليار         | 54.44 مليار                      |
| الناتج المحلي الإجمالي (تعادل القوة الشرائية) بليون دولار | 149.89 مليار        | 168.35 مليار                     |
| الناتج المحلي الإجمالي الاسمي للفرد دولار أمريكي          | 6.47 ألف            | 5.74 ألف                         |
| الناتج المحلي الإجمالي للفرد دولار أمريكي                 | 13.26 ألف           | 18.18 ألف                        |
| مؤشر التنمية البشرية                                      | 0.715               | 0.798                            |
| رمز المكالمات الدولي                                      | +1809، +1829، +1849 | +375                             |
| رمز الإنترنت                                              | .do                 | .by، .бел                        |
| المنطقة الزمنية                                           | 00                  | ت ع م+03:00                      |

## منظمات دولية مشتركة
يشترك البلدان في عضوية مجموعة من المنظمات الدولية، منها:
| علم المنظمة | اسم المنظمة                        | تاريخ انضمام جمهورية الدومينيكان | تاريخ انضمام روسيا البيضاء |
| ----------- | ---------------------------------- | -------------------------------- | -------------------------- |
|             | الاتحاد البريدي العالمي            | ?                                | ?                          |
|             | منظمة حظر الأسلحة الكيميائية       | ?                                | ?                          |
|             | الأمم المتحدة                      | 24 أكتوبر 1945                   | 24 أكتوبر 1945             |
|             | وكالة ضمان الاستثمار متعدد الأطراف | 7 مارس 1997                      | 3 ديسمبر 1992              |
|             | منظمة الشرطة الجنائية الدولية      | ?                                | ?                          |
|             | مؤسسة التمويل الدولية              | 31 أكتوبر 1961                   | 2 نوفمبر 1992              |
|             | البنك الدولي للإنشاء والتعمير      | 18 سبتمبر 1961                   | 10 يوليو 1992              |
|             | يونسكو                             | 4 نوفمبر 1946                    | 12 مايو 1954               |

## وصلات خارجية
- موقع وزارة الخارجية البيلاروسية